# Bauhinia kostermansii
Bauhinia kostermansii är en ärtväxtart som beskrevs av Kai Larsen och Supee Saksuwan Larsen. Bauhinia kostermansii ingår i släktet Bauhinia och familjen ärtväxter. Inga underarter finns listade i Catalogue of Life.